# GB D4/T
A svájci Gotthardbahn D4T sorozatú mozdonyai D tengelyelrendezésű szerkocsis tehervonati gőzmozdonyok voltak, melyek Maffei és a SLM szállított és a vasút államosításakor a Svájci Szövetségi Vasutak (SBB) állagába kerültek. A mozdonyoknak az SBB a 4101–4136 und 4001–4005 pályaszámokat adta.
A mozdonyok közül 1916-ban tizennégyet a MÁV megvásárolt és 434 sorozatjellel állította szolgálatba, míg 1922-ben a görög Görög Vasutak (ΣEK) kettőt Hγ, hármat Hδ sorozatjellel vett át.

## 1. Sorozat Nr. 101–136

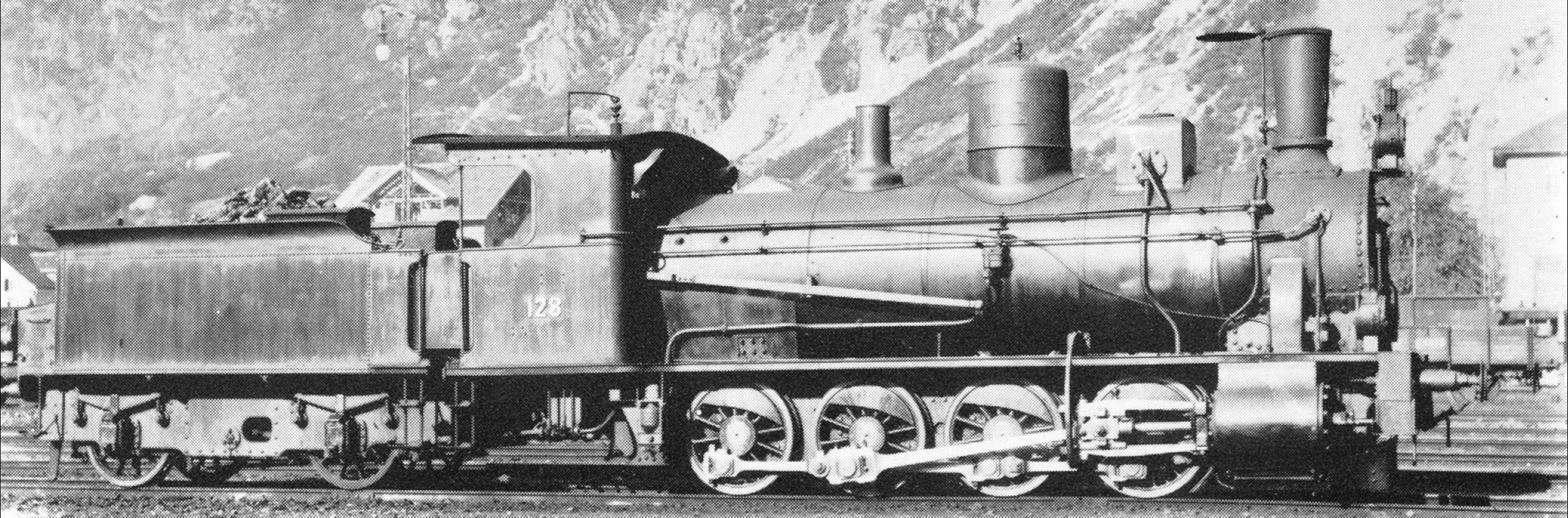
D 4/4 Nr. 128, gebaut 1890 von Maffei

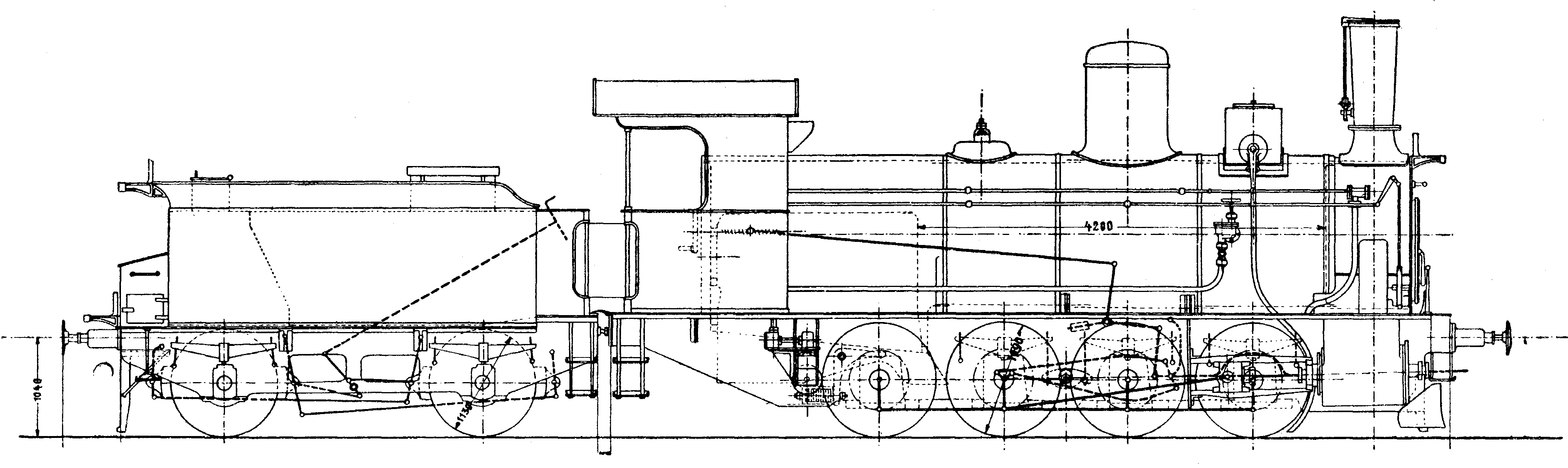
Typenskizze

A Gotthardbahn-Gesellschaft a Gotthard és a Monte Ceneri hegyi pályáinak tehervonatai vontatásához 1882-ben rendelt a Maffei Mozdonygyártól négycsatlós gőzmozdonyokat kéttengelyes szerkocsival. A 31 müncheni gépet 1895-ben további öt, hasonló építésű követte az Winterthurból az SLM-től Nr. 132-136 pályaszámmal. 
A mozdony szerkezeti megoldása négy kapcsolt tengelyes un Bourbon típus volt, ez egyetlen a típusból melyet Svájcban használtak. A négytengelyes futótengely nélküli megoldás használta ki a mozdony teljes súlyát tapadósúlyként.
A hosszú merev tengelytávolság és a nagy túlnyúlások ellenére a gépek beváltak a Gotthardon. 180 tonnás vonatot képes volt 45 km sebességgel vontatni hegynek fel. Korábban egy nagyobb tömegű 500 tonnás vonatot három mozdony húzott. Ezután elegendő volt egy D 4/4 előfogatolva egy D 3/3-assal. Mivel akkoriban, ha szükséges volt egy további D 4/4-et vagy D 3/3-at használtak előfogatként.

### A Nr. 128 átépítése
A Nr. 128 pályaszámú mozdonyt 1907-ben az SLM egy Brotankazánal látta el. Az addig szinte kizárólag vörösrézből készülő tűzszekrényt egyszerűbb , olcsóbb megoldással helyettesítették.

### Képek

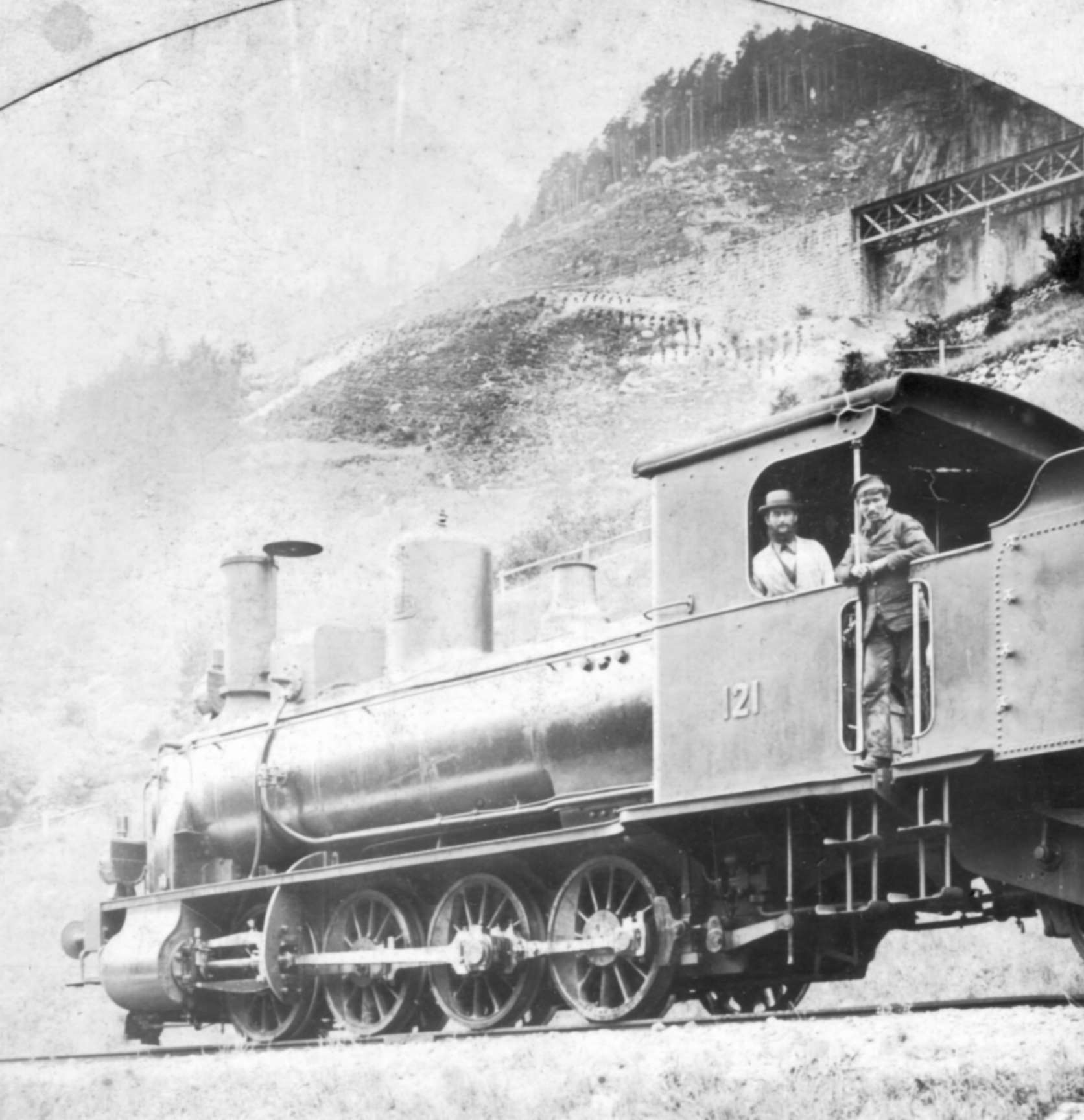
A  Nr. 121 Wassen-ben
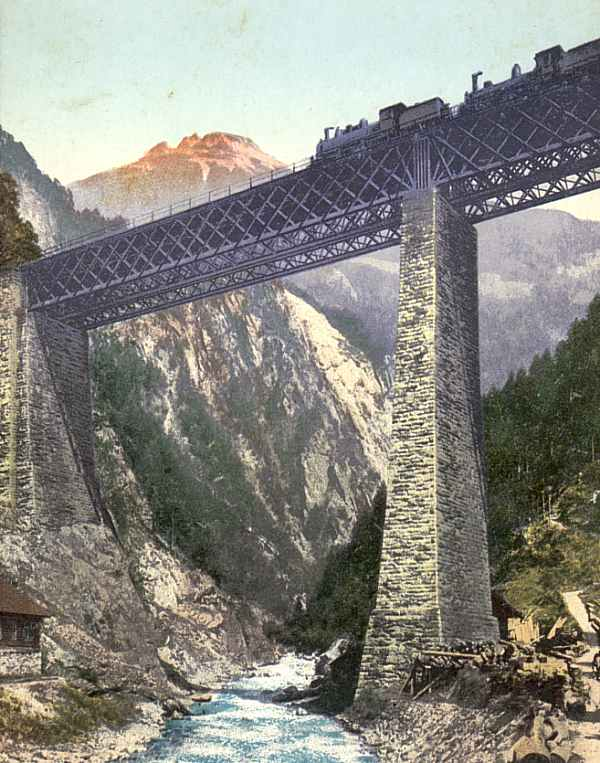
Vonat D 4/4 és D 3/3 mozdonyokkal a  Chärstelenbach-Viadukton  Amstegnél.
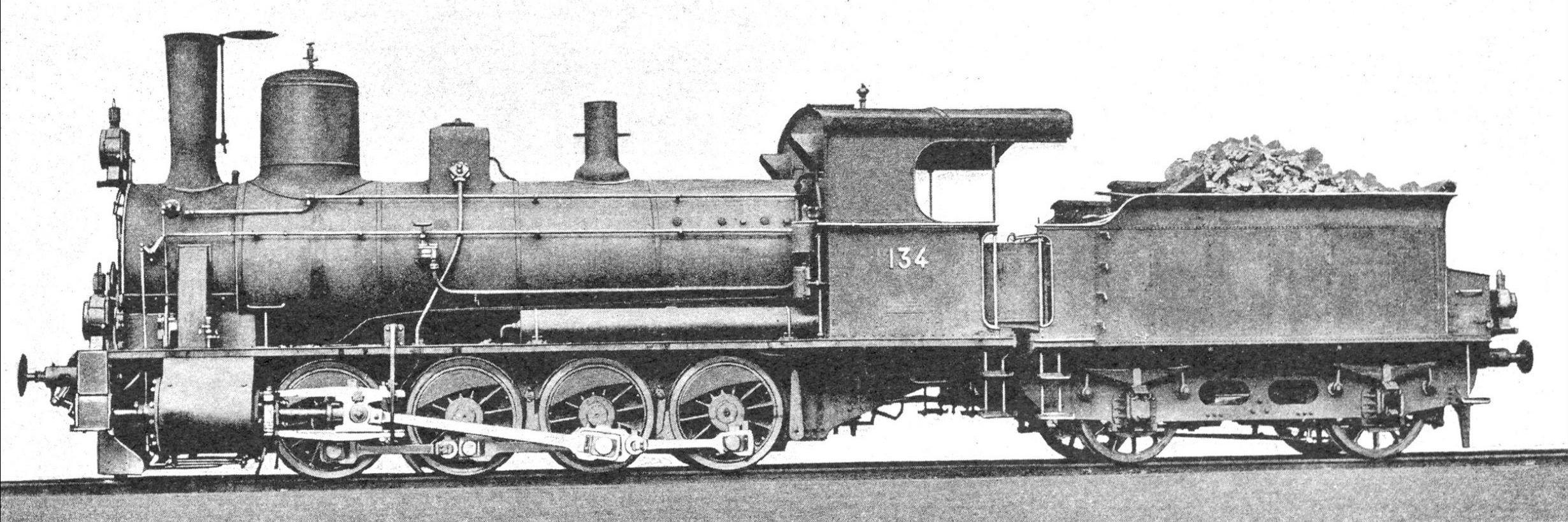
Ae első sorozatból a  Nr. 134 pályaszűmú mozdony . Átépítette 1 SLM 1905-ben
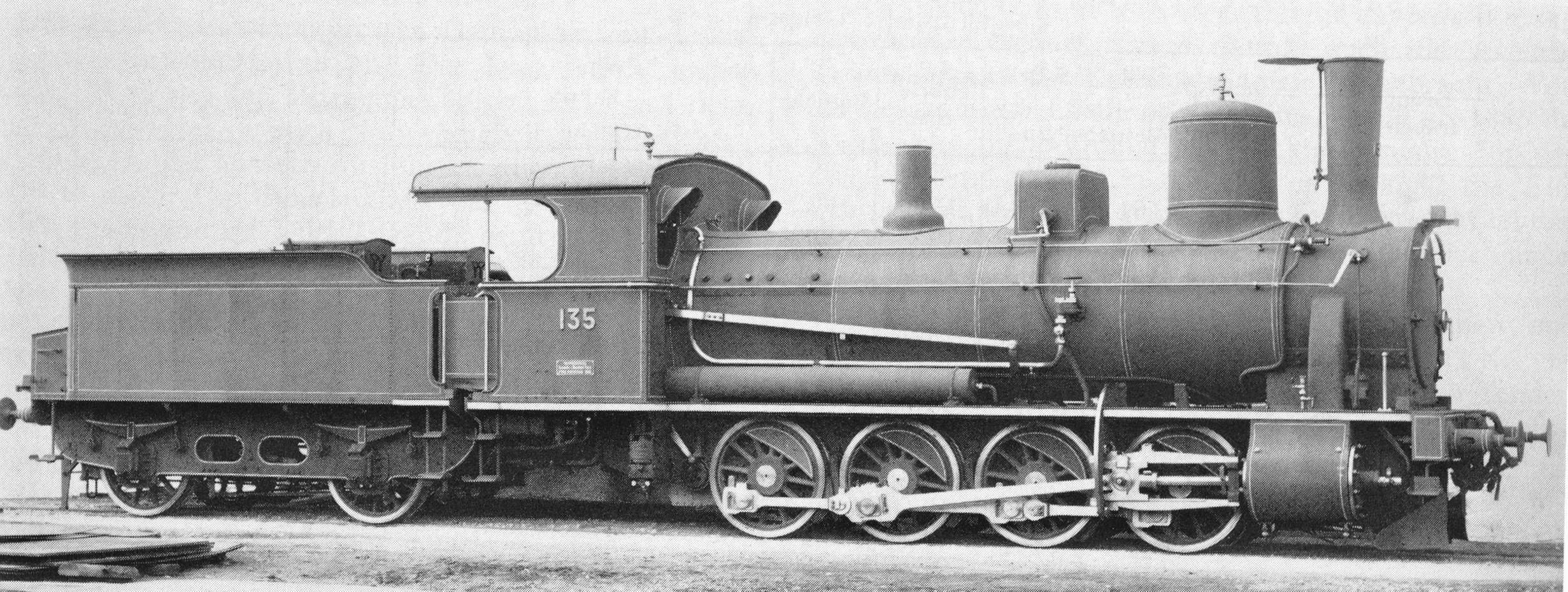
A  Nr. 135 azámú első sorozatú mozdony. Gyártotó SLM 1895.
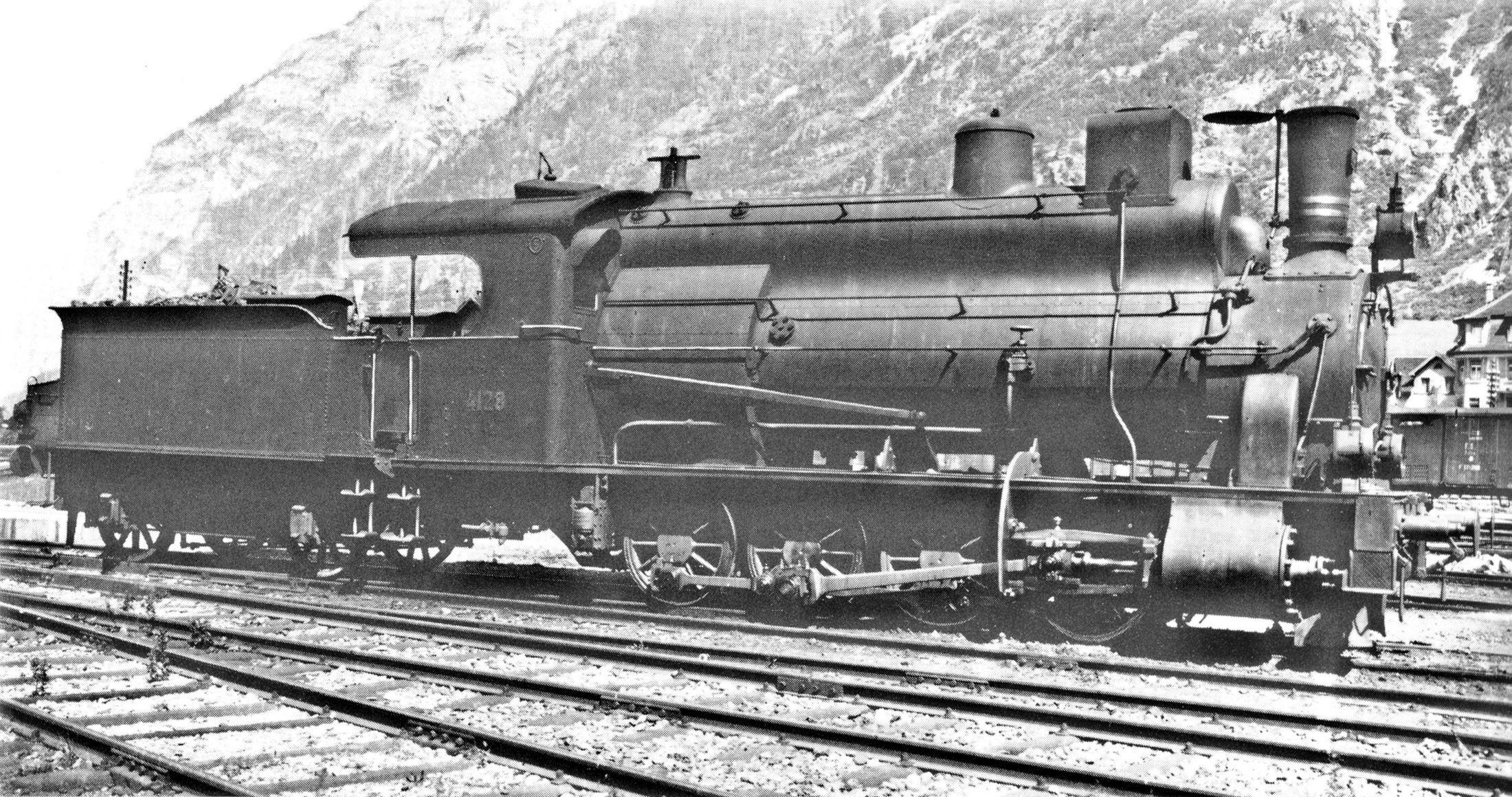
A Nr. 128 pályaszámú mozdony itt már Nr. 4128 SBB, pályaszámmal és Brotankazánnal.
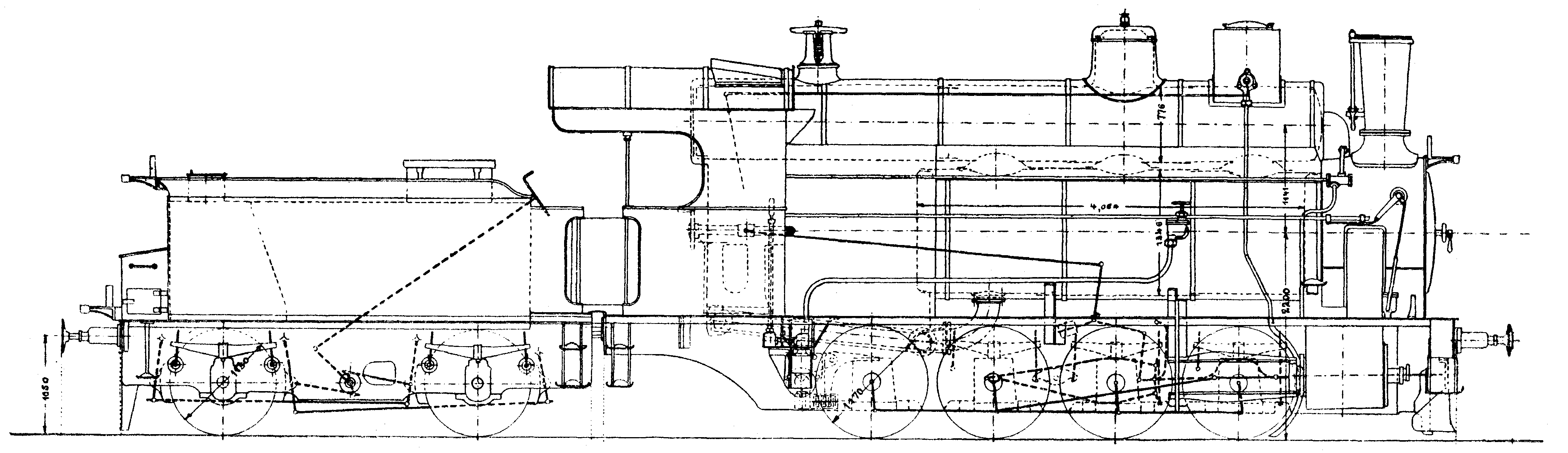
A  Nr. 128 jellegrajza Brotankazánnal.
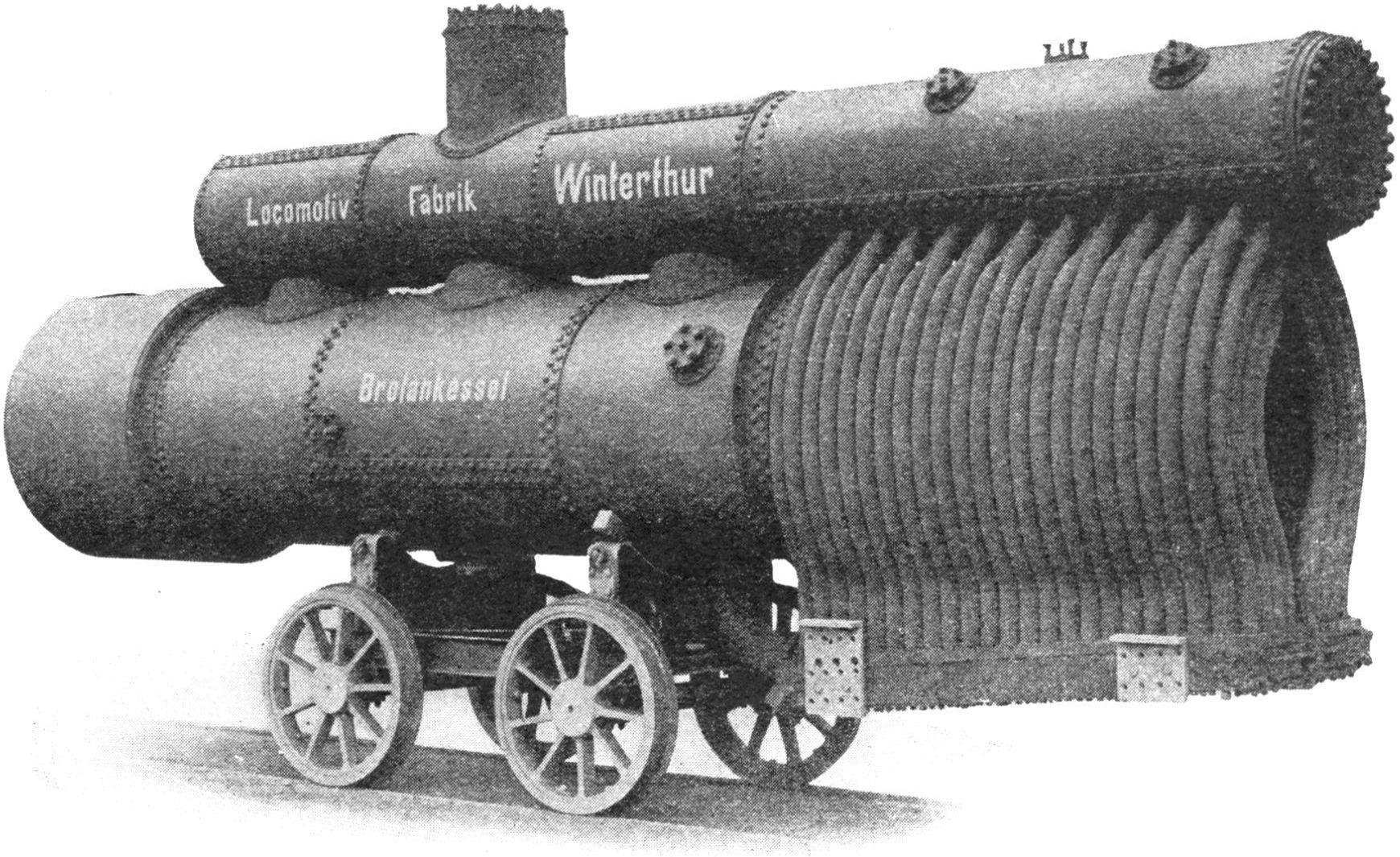
A Nr. 128 Brotankazánja.

Az első sorozat mozdonyai az államosítás után az SBB-nél 4101-4136 pályaszámokat kaptak

## 2. Sorozat Nr. 141–145

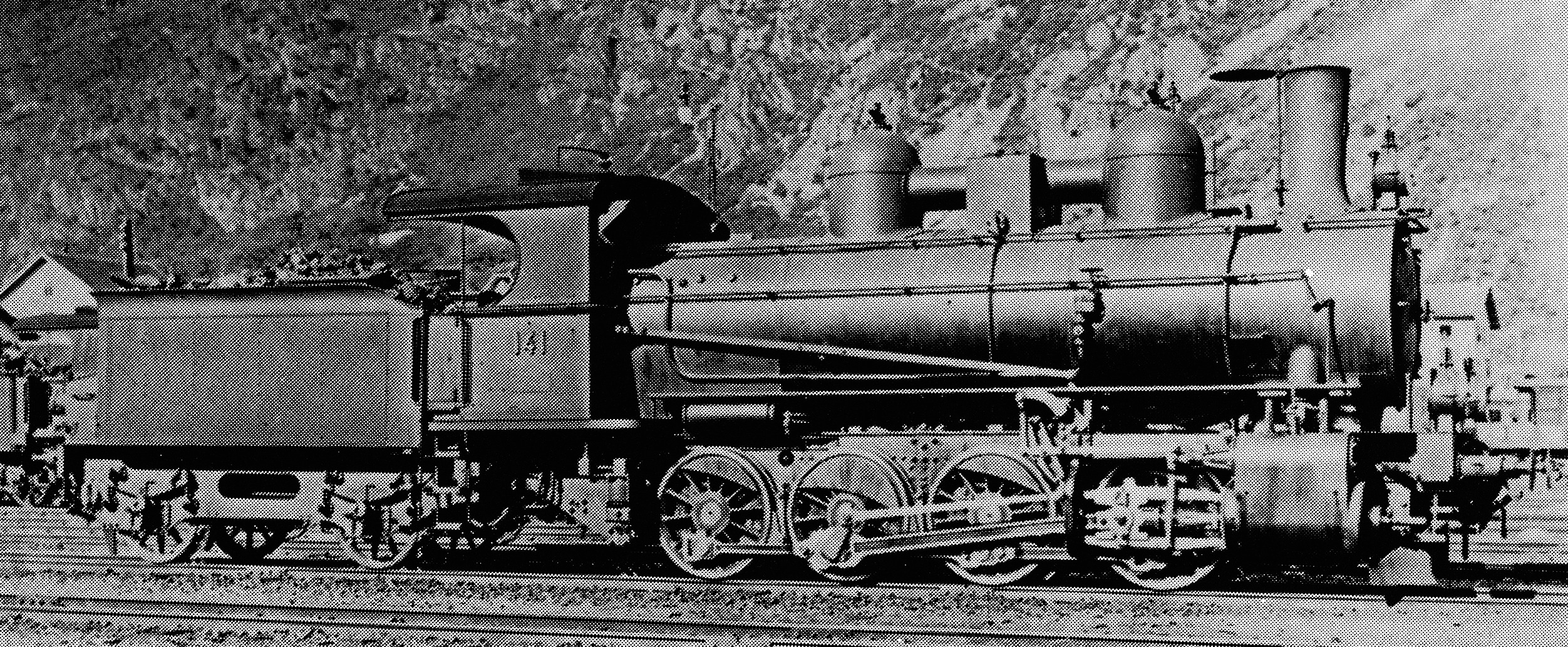
A Nr. 141 D 4/4 1901-ben SLM által épített mozdony

A Schweizerische Lokomotiv- und Maschinenfabrik  1901-ben további mozdonyt épített  egy könnyebb változatú második sorozatként Nr. 141–145 pályaszámokkal.
Ezeket a mozdonyokat először 1904/05-ben Pielock rendszerű túlhevítővel szerelték fel, amit  azután 1907 és 1916-ban jobb hatásfokú Schmidt rendszerű füstcsövesre cseréltek. A mozdonyok az  SBB-nél Nr. 4001–4005 pályaszámokat kaptak.

## Műszaki adatok
| GB D 4/4               | GB D 4/4                 | GB D 4/4                 | GB D 4/4                 | GB D 4/4                 | GB D 4/4                                | GB D 4/4                                |
| ---------------------- | ------------------------ | ------------------------ | ------------------------ | ------------------------ | --------------------------------------- | --------------------------------------- |
| Építési sorozatszám:   | D 4/4                    | D 4/4                    | D 4/4                    | D 4/4                    | D 4/4                                   | D 4/4                                   |
| Pályaszám:             | 101–123                  | 124–127                  | 128–131                  | 128 ab 1907              | 132–136                                 | 141–145                                 |
| Darabszám:             | 23                       | 4                        | 4                        | (1)                      | 5                                       | 5                                       |
| Gyártó:                | Maffei                   | Maffei                   | Maffei                   | Maffei                   | SLM                                     | SLM                                     |
| Gyártási év:           | 1882–83                  | 1886                     | 1890                     | 1890                     | 1895                                    | 1901                                    |
| Selejtezés:            | 1912–1923                | 1912–1923                | 1912–1923                | 1912–1923                | 1912–1923                               | 1926–1928                               |
| Jelleg:                | D 2n                     | D 2n                     | D 2n                     | D 2n                     | D 2n                                    | D 2n                                    |
| nyomtáv:               | 1435 mm (Normal nyomtáv) | 1435 mm (Normal nyomtáv) | 1435 mm (Normal nyomtáv) | 1435 mm (Normal nyomtáv) | 1435 mm (Normal nyomtáv)                | 1435 mm (Normal nyomtáv)                |
| Ütközők közötti hossz: | 14870 mm                 | 14870 mm                 | 14870 mm                 | 15314 mm                 | 15340 mm                                | 15230 mm                                |
| Merev tengelytávolság: | 3900 mm                  | 3900 mm                  | 3900 mm                  | 3900 mm                  | 3900 mm                                 | 4200 mm                                 |
| Üres tömeg:            | 47,5 t                   | 47,8 t                   | 51,9 t                   | 50,4 t                   | 52,8 t                                  | 53,5 t                                  |
| Szolgálati tömeg:      | 54,0 t                   | 54,8 t                   | 58,0 t                   | 56,8 t                   | 58,2 t                                  | 60,0 t                                  |
| Tengelynyomás:         | 13.5 t                   | 13.7 t                   | 14.5 t                   | 14.2 t                   | 14.6 t                                  | 15 t                                    |
| Legnagyobb sebesség:   | 45 km/h                  | 45 km/h                  | 45 km/h                  | 45 km/h                  | 45 km/h                                 | 45 km/h                                 |
| Hajtókerék átmérő:     | 1170 mm                  | 1170 mm                  | 1170 mm                  | 1170 mm                  | 1170 mm                                 | 1230 mm                                 |
| Hengerek száma:        | 2                        | 2                        | 2                        | 2                        | 2                                       | 2                                       |
| Hengerátmérő:          | 520 mm                   | 520 mm                   | 520 mm                   | 520 mm                   | 520 mm                                  | 520 mm                                  |
| Dugattyúlöket:         | 610 mm                   | 610 mm                   | 610 mm                   | 610 mm                   | 610 mm                                  | 630 mm                                  |
| Kazánnyomás:           | 10 atm                   | 10 atm                   | 12 atm                   | 12 atm                   | 12 atm                                  | 15 atm                                  |
| Indikált teljesítmén]: | 600 PS                   | 600 PS                   | 600 PS                   | 600 PS                   | 600 PS                                  | 900 PS                                  |
| Vízkészlet:            | 8,5 m³                   | 8,2 m³                   | 8,2 m³                   | 8,2 m³                   | 8,5 m³                                  | 9,0 m³                                  |
| Tüzelőanyagkészlet:    | 4,5 t                    | 4,8 t                    | 4,8 t                    | 4,8 t                    | 4,5 t                                   | 5,0 t                                   |
| Fék:                   | orsófék                  | orsófék                  | orsófék                  | orsófék                  | dupla Westinghouse fék, ellennyomás-fék | dupla Westinghouse fék, ellennyomás-fék |
| Besonderheiten:        |                          |                          |                          | Brotan-kazán             |                                         |                                         |

## Fordítás
- Ez a szócikk részben vagy egészben  a   GB D 4/4 című német Wikipédia-szócikk fordításán alapul.  Az eredeti cikk szerkesztőit annak laptörténete sorolja fel. Ez a jelzés csupán a megfogalmazás eredetét és a szerzői jogokat jelzi, nem szolgál a cikkben szereplő információk forrásmegjelöléseként.